# 정산면
정산면(定山面)은 대한민국 충청남도 청양군의 면이다.

## 행정 구역
- 광생리
- 남천리
- 내초리
- 대박리
- 덕성리
- 마치리
- 백곡리
- 서정리
- 송학리
- 신덕리
- 역촌리
- 와촌리
- 용두리
- 천장리
- 학암리
- 해남리